# María Nicanor
María Nicanor, Barcelona 1980, es una española conservadora de museos especializada en diseño e historia de la arquitectura. Ha ocupado cargos importantes en el Museo Victoria and Albert, el Museo Guggenheim de Nueva York y el Museo Cooper Hewitt del Smithsonian.

## Biografía
María Nicanor nació en Barcelona. Su padre es el cineasta gallego Enrique Nicanor y su madre es abogada especializada en propiedad intelectual en las artes. Nicanor obtuvo una licenciatura de la Universidad Autónoma de Madrid, con la especialidad en teoría e historia de la arquitectura. También estudió en la Universidad de la Sorbona y completó una maestría en estudios de museos en la  Universidad de Nueva York.

## Carrera profesional
María Nicanor fue la primera directora de la Fundación Norman Foster en Madrid. Fue curadora de arquitectura y diseño en el Victoria and Albert Museum de Londres.
Nicanor tuvo varios roles en el Museo Guggenheim de Nueva York entre 2003 y 2013, incluido un rol como curador de arquitectura y diseño. Fue la líder del equipo del laboratorio itinerante llamado BMW Guggenheim Lab.
Se convirtió en directora ejecutiva de Rice Design Alliance en la Escuela de Arquitectura de la Universidad de Rice en 2017.